# Jérusalem céleste

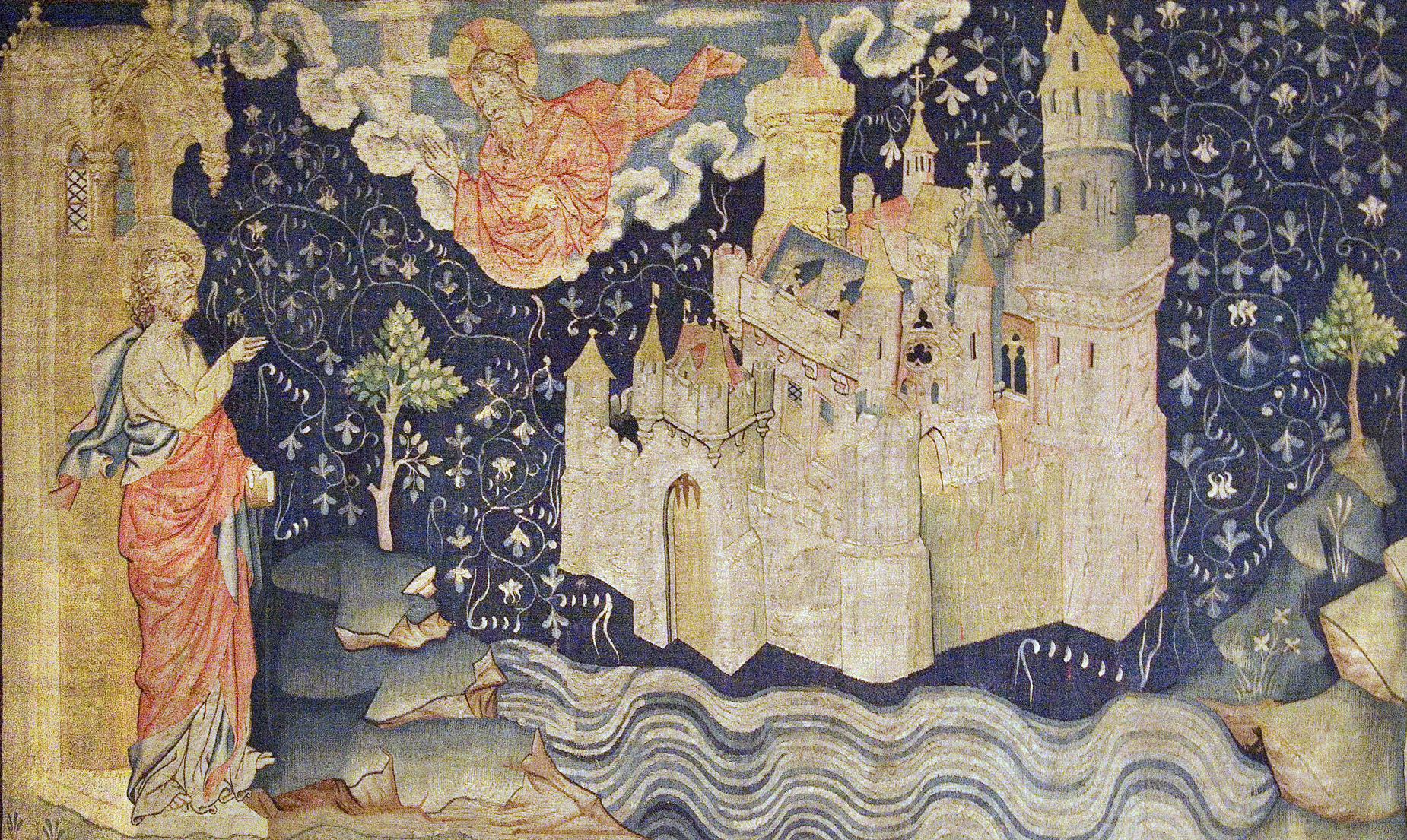
La Jérusalem céleste, Tapisserie de l'Apocalypse (Angers, XIVe siècle).

La Jérusalem céleste appelée aussi nouvelle Jérusalem, tabernacle de Dieu, ville sainte est un concept traditionnel juif et chrétien, associé à la fois au jardin d'Eden, à la Terre promise et à la reconstruction du Temple après la fin de la captivité des juifs à Babylone ; selon les traditions elle peut être une ville littérale, un lieu spirituel, représenter la femme libre (« Notre Mère à tous », Épître aux Galates, 4:26) ou représenter l'aboutissement de l'Histoire et le retour à la perfection initiale.

## Dans la tradition juive
Selon la tradition juive, Jérusalem est décrite comme la ville sainte, où le Beth Amikedash a été construit deux fois, et le sera une troisième fois au moment du Machiah.  

## Chez les chrétiens
Selon le Livre de l'Apocalypse, dont l'auteur, traditionnellement identifié à Jean l'Évangéliste, décrit ses visions surnaturelles, la Jérusalem céleste est l'image du lieu où les fils et filles de Dieu vivront leur éternité. Elle serait la ville sainte, la demeure de Dieu, un lieu spirituel.
À partir des images proposées dans le texte, saint Jean fait une description bien détaillée de ce lieu de bâtiments en pierres précieuses, en or pur et toujours baigné par la lumière divine. Le texte affirme que, pour rester dans ce lieu, il faut être pur et sans fautes.

### Vision de saint Jean

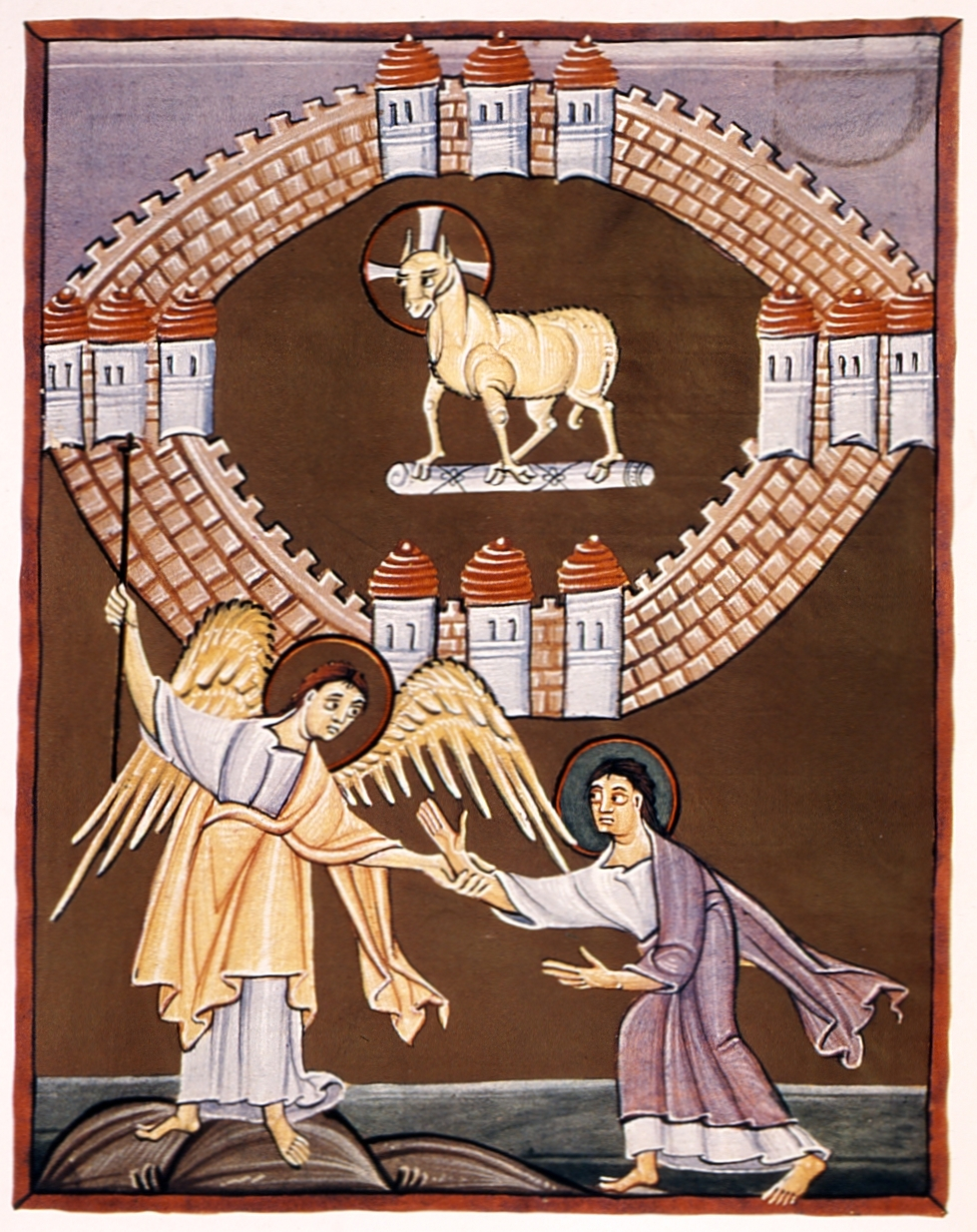
Folio 55 de lApocalypse de Bamberg : L'ange montre à Jean la Nouvelle Jérusalem, avec l'Agneau de Dieu au centre.

#### Le texte
« L'un des sept anges qui tenaient les sept coupes pleines des sept derniers fléaux vint me dire : "Viens et je te montrerai la mariée, l'épouse de l'Agneau." »

« L'Esprit se saisit de moi et l'ange me transporta au sommet d'une très haute montagne. Il me montra la ville sainte, Jérusalem, qui descendait du ciel, envoyée par Dieu, resplendissante de la gloire de Dieu. »

### Description de la ville

#### Le texte
« La ville brillait d'un éclat semblable à celui d'une pierre précieuse, d'une pierre de jaspe transparente comme du cristal. Elle avait une très haute muraille, avec douze portes, et douze anges gardaient les portes. Sur les portes étaient inscrits les noms des douze tribus du peuple d'Israël. Il y avait trois portes de chaque côté : trois à l'est, trois au nord, trois au sud et trois à l'ouest. La muraille de la ville reposait sur douze pierres de fondation, sur lesquelles étaient inscrits les noms des douze apôtres de l'Agneau. »

« L'ange qui me parlait tenait une mesure, un roseau d'or, pour mesurer la ville, ses portes et sa muraille. La ville était carrée, sa longueur était égale à sa largeur. L'ange mesura la ville avec son roseau : douze mille unités de distance, elle était aussi large et haute que longue. Il mesura aussi la muraille : cent quarante-quatre coudées de hauteur, selon la mesure ordinaire qu'il utilisait. La muraille était construite en jaspe, et la ville elle-même était d'or pur, aussi clair que du verre. Les fondations de la muraille de la ville étaient ornées de toutes sortes de pierres précieuses: la première fondation était de jaspe, la deuxième de saphir, la troisième de calcédoine, la quatrième d'émeraude, la cinquième de sardonyx (onyx), la sixième de sardoine (cornaline), la septième de chrysolithe (péridot), la huitième de béryl (aigue-marine), la neuvième de topaze, la dixième de chrysoprase, la onzième d'hyacinthe (zircon brun) et la douzième d'améthyste. Les douze portes étaient douze perles; chaque porte était faite d'une seule perle. La place de la ville était d'or pur, transparent comme du verre. »

#### Signification de ces symboles selon la Bible de Jérusalem
Selon la Bible de Jérusalem, aux douze tribus d'Israël répondent les douze apôtres ; l'idée serait que la perfection dans la totalité du peuple nouveau (le monde) succède à celle de l'ancien (l'Israël de l'Ancien testament) ; tous les nombres multiples de 12, dans cette description, exprimeraient la même idée de perfection.
Lors de la mesure, le nombre 12, qui est celui de l'Israël nouveau, est multiplié par le nombre 1 000 attaché à la « multitude », d'où la longueur de 12 000 stades donnée au côté du carré. De même, la mesure de la muraille, 144 coudées, est la résultante de 12 fois 12. Là encore, le caractère sacré est retrouvé dans l’architecture, qui atteint une forme de perfection. 
Les pierres et les différentes couleurs figurent à la fois la solidité et la splendeur, ce qu'elles reflètent est la gloire divine.

### Symbolisme: la lumière du monde

#### Le texte
« Je ne vis pas de temple dans cette ville, car elle a pour temple le Seigneur, le Dieu tout-puissant, ainsi que l'Agneau. La ville n'a besoin ni du soleil ni de la lune pour l'éclairer, car la gloire de Dieu l'illumine et l'Agneau est sa lampe. Les nations marcheront à sa lumière, et les rois de la terre se prosterneront devant la face de Dieu et l'Agneau et y apporteront leurs richesses. Les portes de la ville resteront ouvertes pendant toute la journée; et même, elles ne seront jamais fermées, car là il n'y aura plus de nuit. On y apportera la splendeur et la richesse des nations. Mais rien d'impur n'entrera dans cette ville, ni personne qui se livre à des pratiques abominables et au mensonge. »

### Saint Augustin
Dans son ouvrage La Cité de Dieu, saint Augustin présente l'Église comme un rempart hiérosolymitain contre les « païens » et les « barbares ».

### Les églises et la Jérusalem céleste

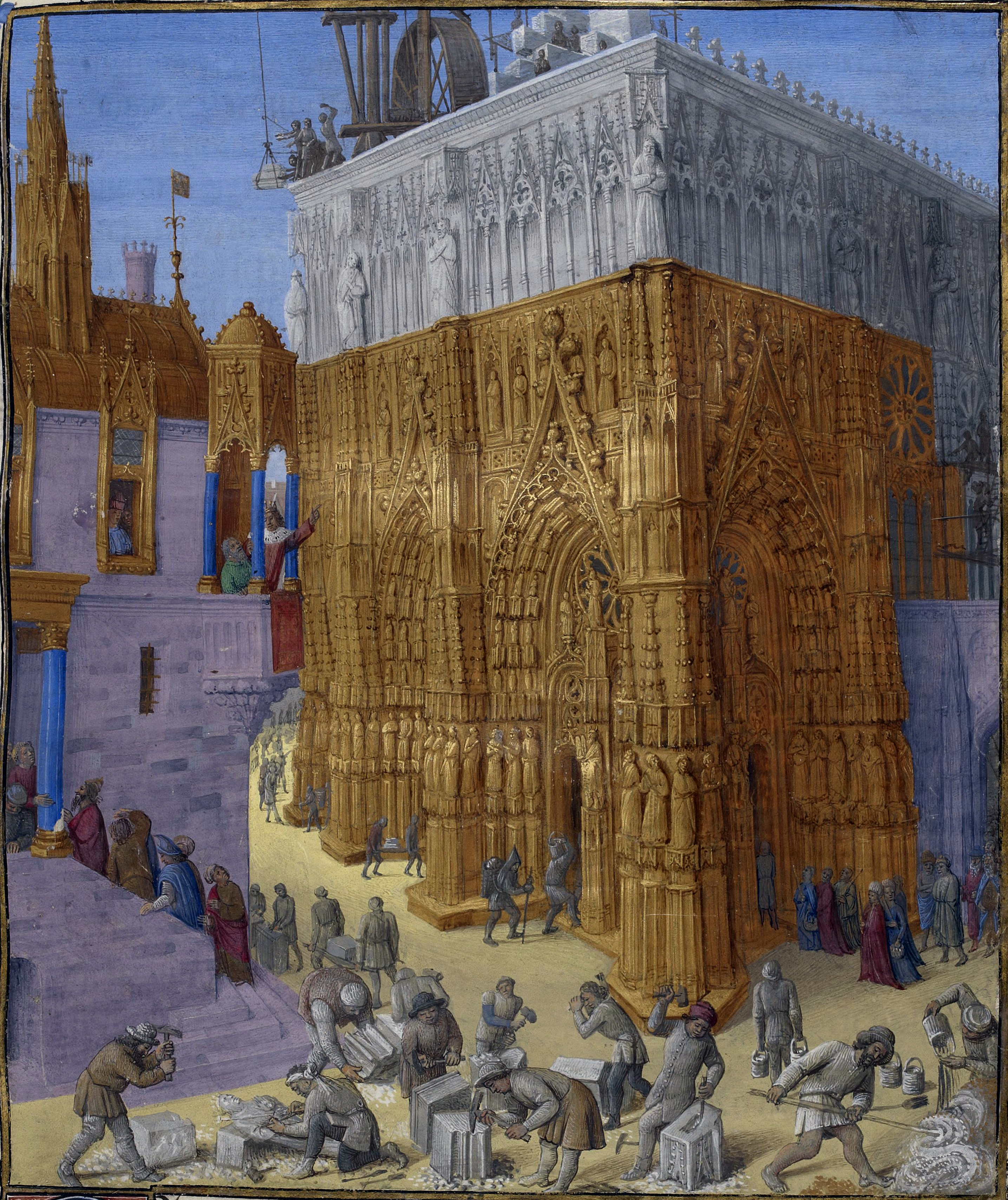
Ce chantier de la cathédrale serait une métaphore de l'édifice religieux en tant que Jérusalem céleste.

Par extension les couronnes de suspension qui ornaient les églises au Moyen Âge ont pris le nom de « jérusalem céleste ». Il en a été retrouvé une dans le trésor de Cherves.
L'historien de l'art viennois Hans Sedlmayr, dans son ouvrage Die Entstehung der Kathedrale (« L'Origine de la cathédrale ») paru en 1950, formule sa théorie de l'imitation, selon laquelle les grandes cathédrales gothiques de la France des XIIe et XIIIe siècles, mais aussi les édifices qui dans toute l'Europe en dépendent sur le plan typologique et formel, seraient une imitation de la Jérusalem céleste, une « projection » terrestre de la Cité céleste. La cathédrale en tant qu'image « concrète » de cette idée résulterait de la somme issue de tous les éléments spécifiques de ce type d'édifice (architecture cristalline par la multiplication de ses vitraux colorés, « système à baldaquins » ressortissant de la série des travées uniformes…). Selon l'historien de l'art Roland Recht, attribuer aux formes architecturales de la cathédrale cette connotation eschatologique n'est qu'une interprétation entièrement gratuite « dont on chercherait en vain le fondement historique dans les sources liturgiques ou littéraires du Moyen Âge ». L'emploi des éléments iconiques évoquant la cité apocalyptique n'est en effet pas réservé à l'édifice gothique. De plus, si les maîtres d'œuvre le font plus fréquemment à partir du milieu du XIIIe siècle, il ne s'agit pas des éléments structurels de la cathédrale, proposés par Sedlmayr, qui évoquent la Jérusalem céleste, mais seulement quelques éléments iconiques (tours crénelées, statues de prophètes, de rois de l'Ancien Testament).

### La récapitulation
Pour Jacques Ellul, et notamment dans Sans feu ni lieu : signification biblique de la Grande Ville, la Jérusalem céleste est le symbole de la récapitulation par Dieu de l'histoire de l'homme : « par amour, Dieu révise ses propres desseins, pour tenir compte de l'histoire des hommes, y compris de leurs plus folles révoltes ». En effet, l'homme s'est construit une ville pour échapper au projet de Dieu (qui était de vivre en errance dans la nature), mais Dieu ne promet pas à l'homme un retour à la condition originelle, comme c'est le cas dans la plupart des religions.
À la fin de l'histoire des hommes, dans la Bible, Dieu offrira à l'homme la ville parfaite, qui contiendra parfaitement tout ce que l'homme attend lorsqu'il désire la ville : sécurité, survivance, vivre ensemble… mais une ville avec Dieu. Dieu sera là où l'homme ne le voulait pas.

## Sources

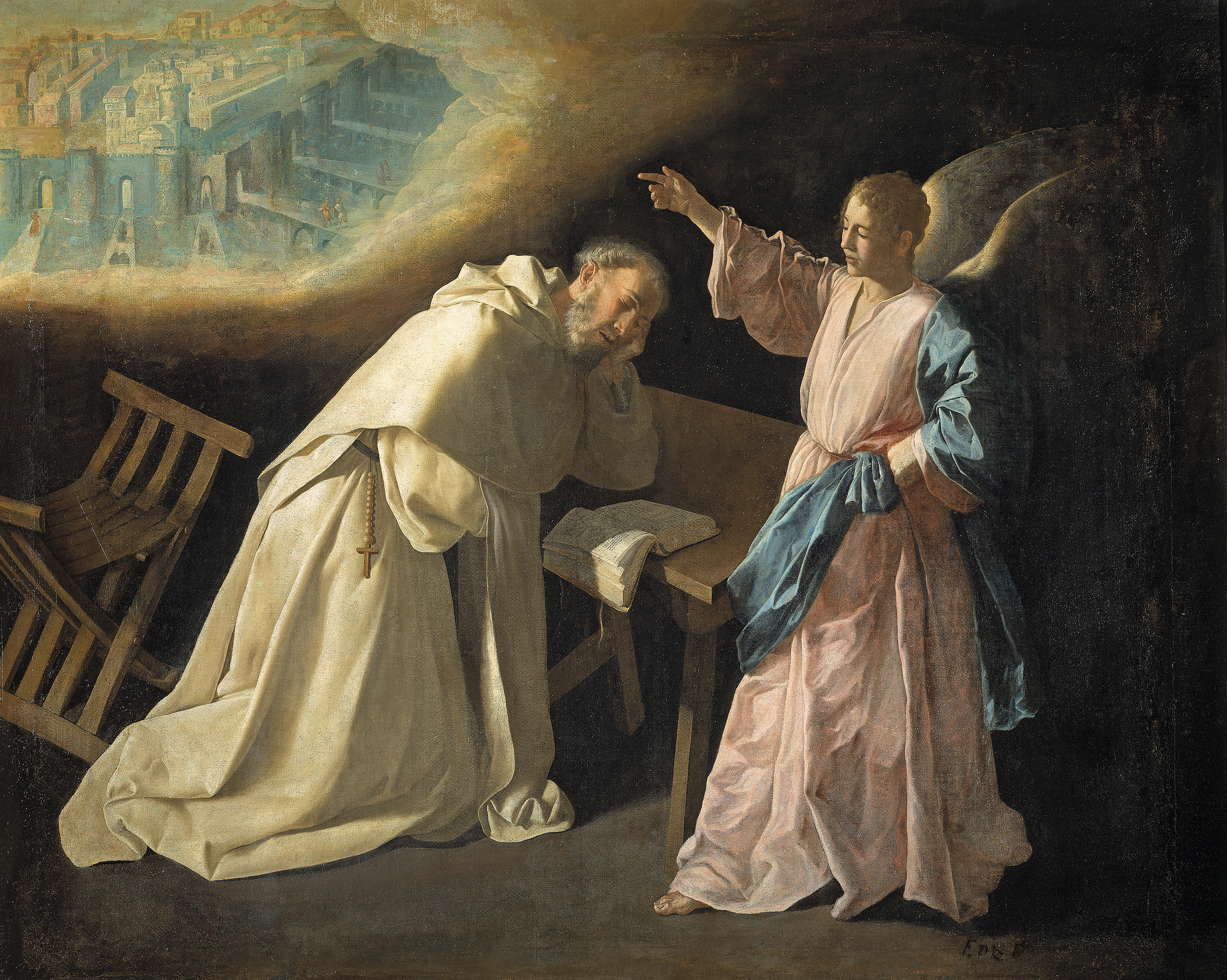
La Vision de la Jérusalem céleste (par Zurbaran)